# Windach
Windach je obec v německé spolkové zemi Bavorsko, v zemském okrese Landsberg am Lech ve vládním obvodu Horní Bavorsko.
Žije zde přibližně 3 900 obyvatel.

## Poloha
Sousední obce jsou: Eresing, Finning, Greifenberg, Penzing, Schondorf am Ammersee, Utting am Ammersee a Weil.